# خلج (أرشق)
خلج (بالفارسية: خلج) هي منطقة سكنية تقع في إيران في قسم أرشق الشرقي الريفي. يقدر عدد سكانها بـ 17 نسمة .